# Peter Sundström
Peter Sundström (* 14. prosince 1961 Skellefteå) je bývalý švédský hokejový útočník.

## Hráčská kariéra
Jeho otec a dva strýcové hráli hokej v nejvyšší švédské lize. Hokejovou kariéru začal v klubu IF Björklöven, za který hrál v letech 1978–1983 nejvyšší domácí soutěž Elitserien. S klubem si v ročníku 1981/82 zahrál finále playoff, prohráli 2:3 na zápasy s klubem AIK. Během tohoto období odehrál v roce 1981 mistrovství světa juniorů a se švédskou reprezentací získali zlaté medaile. V létě 1981 byl draftován klubem New York Rangers ve třetím kole z 50. místa. V roce 1982 a 1983 se zúčastnil v mistrovství světa, ale tentokrát nepřinesli účasti žádný zisk medailí. Do sestavy Rangers se zapojil od roku 1983, o rok dříve začal kariéru v NHL jeho dvojče Patrik Sundström za tým Vancouver Canucks. Za klub Rangers odehrál tři sezóny, poté se rozhodl vrátit se na rok do mateřského týmu IF Björklöven, kterému pomohl k zisku Le Matův pohár. 27. srpna 1987 byl vyměněn do týmu Washington Capitals za páté kolo draftu (touto volbou byl vybrán Martin Bergeron). V organizaci Caps strávil dvě sezóny. 19. června 1989 byl podruhé v kariéře vyměněn, tentokráte do klubu New Jersey Devils za desáté kolo draftu (touto volbou byl vybrán Rob Leask). V týmu Devils se potkal s svým dvojčetem bratrem Patrikem, v týmu však nehrával často, častěji hrával na farmě v Utica Devils. To byl jeho poslední ročník v zámořské soutěži, poté ještě pět sezón hrával ve švédské nejvyšší lize za klub Malmö IF. Klubu pomohl dvakrát k titulu ligy a v ročníku 1992/93 vypomohl k vítězství v evropské hokejové lize.

## Ocenění a úspěchy
- 1992 SEL - Nejlepší nahrávač v playoff
- 1992 SEL - Nejproduktivnější hráč v playoff

## Prvenství
- Debut v NHL - 5. října 1983 (New York Rangers proti New Jersey Devils)
- První gól v NHL - 5. října 1983 (New York Rangers proti New Jersey Devils, americkému brankáři Glenn Resch)
- První asistence v NHL - 26. října 1983 (New York Rangers proti Winnipeg Jets)
- První hattrick v NHL - 16. ledna 1984 (New York Rangers proti Detroit Red Wings)

## Klubové statistiky
| Sezóna       | Klub                 | Soutěž       |     | Základní část | Základní část | Základní část | Základní část | Základní část |   | Play off | Play off | Play off | Play off | Play off |
| Sezóna       | Klub                 | Soutěž       | Z   | G             | A             | B             | TM            | Z             | G | A        | B        | TM       |          |          |
| 1978/1979    | IF Björklöven        | SEL          | 1   | 0             | 0             | 0             | 0             | —             | — | —        | —        | —        |          |          |
| 1979/1980    | IF Björklöven        | SEL          | 8   | 0             | 0             | 0             | 4             | —             | — | —        | —        | —        |          |          |
| 1980/1981    | IF Björklöven        | SEL          | 29  | 7             | 2             | 9             | 8             | —             | — | —        | —        | —        |          |          |
| 1981/1982    | IF Björklöven        | SEL          | 35  | 10            | 14            | 24            | 18            | 7             | 2 | 1        | 3        | 0        |          |          |
| 1982/1983    | IF Björklöven        | SEL          | 33  | 14            | 11            | 25            | 26            | 3             | 2 | 0        | 2        | 4        |          |          |
| 1983/1984    | New York Rangers     | NHL          | 77  | 22            | 22            | 44            | 24            | 5             | 1 | 3        | 4        | 0        |          |          |
| 1984/1985    | New York Rangers     | NHL          | 76  | 18            | 25            | 43            | 34            | 3             | 0 | 0        | 0        | 0        |          |          |
| 1985/1986    | New York Rangers     | NHL          | 53  | 8             | 15            | 23            | 12            | 1             | 0 | 0        | 0        | 2        |          |          |
| 1985/1986    | New Haven Nighthawks | AHL          | 8   | 3             | 6             | 9             | 4             | —             | — | —        | —        | —        |          |          |
| 1986/1987    | IF Björklöven        | SEL          | 36  | 22            | 16            | 38            | 44            | 6             | 2 | 5        | 7        | 8        |          |          |
| 1987/1988    | Washington Capitals  | NHL          | 76  | 8             | 17            | 25            | 34            | 14            | 2 | 0        | 2        | 6        |          |          |
| 1988/1989    | Washington Capitals  | NHL          | 35  | 4             | 2             | 6             | 12            | —             | — | —        | —        | —        |          |          |
| 1989/1990    | New Jersey Devils    | NHL          | 21  | 1             | 2             | 3             | 4             | —             | — | —        | —        | —        |          |          |
| 1989/1990    | Utica Devils         | AHL          | 31  | 11            | 18            | 29            | 6             | 5             | 4 | 1        | 5        | 0        |          |          |
| 1990/1991    | Malmö IF             | SEL          | 40  | 12            | 19            | 31            | 50            | 2             | 1 | 0        | 1        | 4        |          |          |
| 1991/1992    | Malmö IF             | SEL          | 40  | 10            | 17            | 27            | 36            | 10            | 5 | 6        | 11       | 2        |          |          |
| 1992/1993    | Malmö IF             | SEL          | 40  | 11            | 15            | 26            | 36            | 6             | 1 | 0        | 1        | 18       |          |          |
| 1993/1994    | Malmö IF             | SEL          | 40  | 4             | 14            | 18            | 28            | 11            | 5 | 2        | 7        | 8        |          |          |
| 1994/1995    | Malmö IF             | SEL          | 40  | 9             | 13            | 22            | 30            | 9             | 1 | 4        | 5        | 2        |          |          |
| Celkem v NHL | Celkem v NHL         | Celkem v NHL | 335 | 61            | 84            | 145           | 122           | 23            | 3 | 3        | 6        | 8        |          |          |

## Reprezentace
| Rok    | Tým        | Soutěž | Z  | G | A | B  | TM |
| ------ | ---------- | ------ | -- | - | - | -- | -- |
| 1981   | Švédsko 20 | MSJ    | 5  | 2 | 2 | 4  | 4  |
| 1982   | Švédsko    | MS     | 8  | 3 | 1 | 4  | 2  |
| 1983   | Švédsko    | MS     | 10 | 3 | 3 | 6  | 2  |
| 1984   | Švédsko    | KP     | 8  | 2 | 2 | 4  | 8  |
| 1987   | Švédsko    | KP     | 6  | 1 | 0 | 1  | 2  |
| 1987   | Švédsko    | MS     | 10 | 1 | 1 | 2  | 6  |
| Celkem | Celkem     | Celkem | 28 | 7 | 5 | 12 | 10 |